# Kreditklassning
Kreditklassning är ett sätt att beräkna risken för att ett företag eller en person kommer på obestånd i framtiden. Metoden som innebär att företag/personer åsätts en Riskklass eller kreditklass, användas av kreditupplysningsföretag och större företag inom den finansiella sektorn.
I Sverige (och Finland) är förutsättningarna för att göra säkra klassningar större än i övriga delar av världen genom att det finns mycket god tillgång till information genom Offentlighetsprincipen.
Modellernas kvalitet kan bedömas med ett så kallat AR (Accuracy Ratio) mått. I Sverige har uppmätts AR-mått på 80%, vilket är mycket högt vid en internationell jämförelse. Att AR-måttet inte blir 100% beror på att en del obestånd orsakas av händelser, som inte är tillgängliga. Det kan röra sig om saker som brottslighet eller en skilsmässa i ett litet företag.